# Ильвес, Эвелин
Эвелин Ильвес (эст. Evelin Ilves; род. 20 апреля 1968 года, Таллин, Эстонская ССР) — эстонская предпринимательница, бывшая супруга президента Эстонии Тоомаса Хендрика Ильвеса (2004—2015).

## Биография
Родилась в Таллине, детство провела в Саку. В 1986 году закончила сакускую гимназию. В 1993 году окончила медицинский факультет Тартуского университета.
В 1996—2001 годах работала директором по маркетингу газеты Eesti Päevaleht. В 2001—2002 годах работала в Enterprise Estonia, управляла проектом «Brand Estonia», в рамках которого были разработаны логотип и слоган «Welcome to Estonia».
В 2004 году вышла замуж за Тоомаса Хендрика Ильвеса, ставшего позже Президентом Эстонии. Дочь Кадри Кейу (род. 2003). В 2015 году пара развелась. В июне 2015 года открыла два ресторана в Таллинне.

## Награды
Эвелин Ильвес была удостоена более десятка наград иностранных государств:
- Большой Рыцарский крест Белой розы Финляндии (2007)
- Большой крест ордена Изабеллы Католической (Испания, 2007)
- Большой крест ордена Короны (Нидерланды, 2008)
- Большой крест ордена Короны (Бельгия, 2008)
- Орден Трёх Звёзд I степени (Латвия, 2009)
- Большой крест ордена Звезды Румынии (2011)
- Большой крест ордена Полярной звезды (Швеция, 2011)
- Орден «На благо Республики» (Мальта, 2012)
- Крест Признания 1 степени (Латвия, 2012)
- Большой крест ордена Витаутаса Великого (Литва, 2013)
- Большой крест ордена «За заслуги перед Федеративной Республикой Германия» (2013)
- Большой крест ордена Заслуг перед Республикой Польша (2014).